# Álvaro Assmar
Álvaro Assmar Pereira (Salvador, 20 de março de 1958 - Salvador, 18 de dezembro de 2017) foi um cantor, guitarrista, radialista e compositor brasileiro. Foi pioneiro do blues na Bahia, com a fundação do grupo Blues Anônimo, no final da década de 80, e uma atuação consistente como artista solo, com sete CDs e dois DVDs lançados.

## Biografia
Seu interesse por música começou aos seis anos de idade, quando assistiu a uma apresentação dos Beatles exibida na televisão. Em seguida, também se interessou pela sonoridade da Jovem Guarda. Ele começou a treinar música usando um cavaquinho de brinquedo dado por uma tia. Anos depois, aos oito anos, ganhou seu primeiro violão de um avô paterno, o que fez aprimorar o talento de instrumentista. 
Álvaro passou a tocar, no violão, solos de guitarra influenciados pelos músicos de blues e rock, como Beatles, Rolling Stones, Eric Clapton e Jimi Hendrix. Mais tarde, conheceu o som das bandas de rock dos anos 70, como Allman Brothers e Mountain, a banda heavy Black Sabbath e o som da banda psicodélica Cream, além de músicos de blues como Buddy Guy, Muddy Waters e John Mayall & the Bluesbreakers.
Com 17 anos, Álvaro Assmar ganhou sua primeira guitarra elétrica e passou a tocar com o irmão Adelmo Assmar, formando uma banda de rock que se apresentava em festivais de música do Colégio Marista, também em Salvador. Álvaro depois formou-se em Engenharia pela UCSAL, em 1985, mas preferiu investir na carreira musical, formando a banda de rock Cabo de Guerra, inspirada no classic rock, até 1992. No fim dos anos 80, formou a banda Blues Anônimo, considerada a primeira banda de blues formada na Bahia, com o formato de trio inspirado no Cream, com os músicos Octávio Américo, baixista, e Raul Carlos Gomes, bateria, ambos ex-integrantes da banda Mar Revolto. O grupo durou até 1994, quando Álvaro resolveu fazer trabalhos solo.
Álvaro Assmar também teve programas de blues nas rádios Cidade e Rádio Educadora FM. Através desses programas ele apresentava para o público soteropolitano, geralmente carente de tendências musicais fora da axé-music e do hit-parade nacional e estrangeiro, artistas de blues e de classic rock associados de alguma forma ao ritmo negro estadunidense. Seu último programa de rádio foi o Educadora Blues, na Rádio Educadora, que idealizou e produziu por quase 15 anos.
A partir do ano de 1995, Assmar iniciou sua carreira-solo, tendo lançado seis CDs e dois DVDs. Em shows ao vivo, apresentava-se como Álvaro Assmar & Mojo Blues Band. Nos últimos anos de vida, a Mojo Blues Band foi formada pelos músicos Eric Assmar (guitarra e voz), Octávio Américo (baixo) e Reny Almeida (bateria). Álvaro fez suas últimas apresentações ainda em 2017 e um de seus filhos, Eric Assmar, segue carreira musical como guitarrista e cantor de blues/rock. Eric assume as fortes influências aprendidas com o pai, que colaborou na co-produção dos discos do filho.
O sexto álbum de Álvaro Assmar, o The Old Road, foi um dos pré-indicados a concorrer, em quatro categorias, o prêmio Grammy latino.
Em 23 de julho de 2019, foi lançado o álbum póstumo Family & Friends, registro no qual o artista vinha trabalhando, na época em que faleceu. Seu filho, Eric Assmar, finalizou a produção do material, que conta com gravações inéditas de Álvaro e participações especiais.

## Morte
Álvaro Assmar faleceu de infarto aos 59 anos, em sua casa, em Salvador. O artista vinha trabalhando na produção do álbum Family & Friends, sétimo de sua carreira, cuja produção foi finalizada por Eric Assmar e o lançamento aconteceu em julho de 2019. O músico deixou a mulher, Adalgisa, e os filhos Eric e Vítor. Álvaro Assmar foi sepultado no cemitério Jardim da Saudade, em Brotas, com cerimônia que contou com homenagens de fãs e amigos.

## Discografia
- Standards (1995)
- Live (1999)
- Special Moment (2001)
- Blues a La Carte (2005)
- Blues a La Carte Ao Vivo (2007 - DVD)
- 25 Anos Ao Vivo (2012 - CD e DVD)
- The Old Road (2014)
- Family & Friends (2019)